# Bavayia endemia
Bavayia endemia — вид геконоподібних ящірок родини диплодактилідів (Diplodactylidae). Ендемік Нової Каледонії. Описаний у 2022 році.

## Поширення і екологія
Bavayia endemia широко поширені на півночі Нової Каледонії. Вони живуть в тропічних лісах, ведуть нічний спосіб життя.